# Jogging

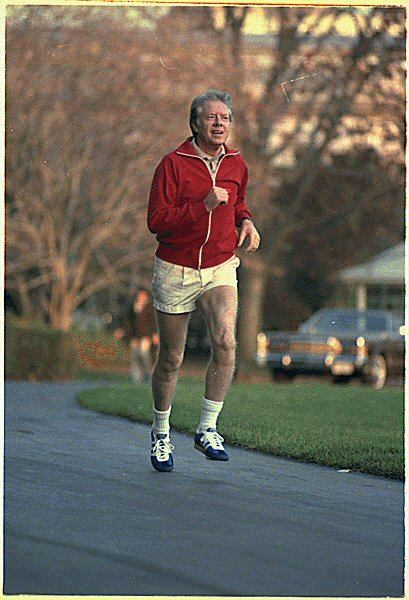
Președintele american Jimmy Carter face jogging

Jogging este o alergare necompetitivă, practicată pe orice fel de teren, în scopul menținerii formei fizice și al reducerii obezității. Poate avea consecințe grave în cazul în care alergătorul își depășește limitele fizice.                                                                   

## Legături externe
Materiale media legate de Jogging la Wikimedia Commons